# 車検館
株式会社車検館（しゃけんかん）は、主に自動車の車検整備を行う法人であり、日産東京販売ホールディングスの事業会社である 。東京都、神奈川県、埼玉県、千葉県下に直営店8店舗、フランチャイズ店4店舗の拠点を持つ。

## 概要
2002年設立。東京証券取引所一部上場であった東京日産自動車販売の子会社として設立。
日産自動車が設立した自動車部品用品事業「ピットワーク」ブランドを活用するため、東京日産自動車販売が「株式会社ワークステン」を設立。その後「株式会社車検館」に商号を改め、事業拡大を開始した。

## 特徴
1. 最短45分で完了する短時間車検整備
2. 見積もり無料且つ、「見積もり＝確定見積もり」で高い価格透明性
3. リーズナブルな価格設定

特定のメーカーに限定せず、上記の特徴を持って幅広い客層に訴求している。そのため、メカニックも幅広い知識と技能を有する必要がある。

## 沿革
- 2002年 - 株式会社車検館設立
- 2009年
  - アルティアから商標権を取得し、第二ブランド「車検壱番館」をスタート[5]
  - 東京都稲城市に稲城店、初の神奈川進出として大和店を新設
- 2010年 - 江戸川中央店を新設
- 2017年 - 15周年記念事業として堀之内店にて寄席を開催[6]
- 2018年 - 第1回楽天車検アワード上位入賞[7]
  - 関東1位・全国4位：大和店、関東2位・全国5位：西東京田無店 関東3位・全国6位：稲城店 関東4位：7位：府中店、関東5位・9位：堀之内店、関東7位：江戸川店
- 2019年 - 第2回楽天車検アワード上位入賞[8]
  - 東京1位・全国3位：府中店、東京2位・全国6位：堀之内店、東京3位・全国8位：稲城店、神奈川1位：7位：大和店
- 2020年 - 柏店を開設（柏の葉地区の再開発のため、2016年に一時閉店していた）

## 商標登録
- 車検館[9]
- Quality Care Service[10]
- PIT45 shaken

## キャラクター
- PITくん[11]
  - 車検館開設に伴い、コーポレートマスコットとして「PITくん」を展開した。
  - 2020年八王子市のゆるキャラグランプリにノミネート

## 店舗
- 春日部店 - 埼玉県春日部市緑町1-2-27（株式会社未来工房（サイニチホールディングスグループ）運営のフランチャイズ店舗）
- 所沢店 - 埼玉県所沢市上新井4丁目26-1（株式会社未来工房（サイニチホールディングスグループ）運営のフランチャイズ店舗）
- 青梅店 - 東京都青梅市新町9-2018-1
- 立川店 - 東京都立川市泉町935-1
- 堀之内店 - 東京都八王子市堀之内3-27
- 稲城店 - 東京都稲城市百村1603-3
- 南町田店 - 東京都町田市南町田5-1-20
- 大和店 - 神奈川県大和市深見西6-7-1
- 府中店 - 東京都府中市緑町1-17-10
- 西東京田無店 - 東京都西東京市芝久保町
- 板橋店 - 東京都板橋区東坂下1-1-10
- 江戸川中央店 - 東京都江戸川区松本1-34-12
- 柏店 - 千葉県柏市正連寺408-1

## グループ企業
- 日産東京販売ホールディングス株式会社
- 日産東京販売株式会社
- エヌティオートサービス株式会社
- NT陸送株式会社
- 葵交通株式会社
- 日産ピーズクラフト
- エースビジネスサービス株式会社